# Undercover Girl
Undercover Girl é um filme estadunidense dirigido por Joseph Pevney e estrelado por Alexis Smith e Scott Brady. Este foi o segundo filme de Pevney como diretor. Foi lançado em 2 de novembro de 1950 pela Universal Pictures.

## Elenco
- Alexis Smith ...Christine Miller
- Scott Brady ...Tenente Michael Trent
- Richard Egan ...Jess Faylen
- Gladys George ...Liz
- Edmond Ryan ...Doc Holmes
- Gerald Mohr ...Reed Menig
- Royal Dano ...Moocher
- Harry Landers ...Tully
- Connie Gilchrist ...Capitão Parker
- Angela Clarke ...Babe
- Regis Toomey ..."Butt" Miller
- Lynn Ainley ...Pat Gibson
- Tris Coffin ...Robbie (como Tristram Coffin)
- Lawrence Cregar ...Murph
- Harold Gary ...Wally
- Edwin Rand ...Lew (como Ed Rand)
- Mel Archer ...Collar